# 김무성
김무성(金武星, 1951년 9월 20일~)은 대한민국의 관료, 정치인이다. 제15·16·17·18·19·20대 국회의원, 제47대 내무부 차관이다. 본관은 김해이다.

## 학력
- 화랑국민학교 졸업
- 경남중학교 졸업
- 중동고등학교 졸업
- 한양대학교 상경대학 경영학 학사

### 명예 박사 학위
- 부경대학교 정치학 명예박사
- 동국대학교 정치학 명예박사

## 생애
1951년 김용주(金龍周) 참의원과 남양 방씨 방연숙 여사 사이에서 태어났다. 장인은 이승만 시대의 최치환(崔致煥) 공보처 장관이다.
한양대학교 경영학과를 졸업하고 YS를 도와 민주화 운동에 참여하며 정계에 입문하여 상도동계가 되었으며, 민주화추진협의회에도 참여하였다. 1986년에는 민주화추진협의회 특별위원회 부위원장에 선임되었고, 1985년 민족문제연구소의 이사직을 역임했다. 1987년에는 통일민주당 제13대 대선 대책본부 재정국장이 되었는데, 후보단일화 실패로 인해 당시 통일민주당의 대선 후보였던 김영삼은 선거에서 2위로 낙선하였다. 같은 해에 통일민주당 총무국장, 당 기획조정실 차장을 역임하였고, 1989년에는 국회 행정실장을 역임하였다.
1990년 3당합당으로 민주자유당이 출범하자, 김영삼, 김덕룡 등과 함께 민주자유당 당원이 되었다. 이후 민주자유당의 의사국장과 의원국장 등을 지냈다. 1992년에는 민주자유당의 김영삼 대선 후보 추대대책위원회의 총괄국장을 맡았다. 1993년에는 대통령직인수위원회 행정실장, 대통령 민정수석비서관 등을 역임하였다. 그리고 1994년에는 대한민국의 제47대 내무부 차관을 역임하였다. 1996년에 신한국당 소속으로 제15대 총선에 출마하여 부산 남구 을에서 당선되었다. 1997년 대통령 선거에서는 이회창 캠프에서 후보 비서실장을 역임하며 선거 운동을 총지휘했으나, 이회창은 김대중에게 밀려 대선에서 낙선했고 한나라당은 야당이 되었다. 이 후 이회창이 한나라당의 총재가 되자 총재 비서실장으로 임명되었다.
1998년 11월 서울지법 형사합의21부는 3일 TRS(주파수 공용통신)사업자 선정과 관련해 1996년 5월에 업체로부터 돈을 받은 혐의로 기소돼 징역 2년이 구형된 한나라당 김무성 의원(부산 남을)에 대해 특정범죄가중처벌법상 알선수재죄를 적용, 징역 8월에 집행유예 1년및 추징금 2천만원을 선고했다.
2002년 제16대 대통령 선거에서는 다시 이회창 캠프에서 일하며 후보비서실장을 역임했고, 선대위에서 미디어대책본부장을 맡아 선거운동을 지휘하였다. 그러나 이회창은 노무현에게 밀려 또 한번 낙선하였고, 이회창은 정계은퇴를 선언했다. 이회창이 정계를 떠난 뒤 김무성은 당내에서 소장파로 분류됐고, 2003년 말 최병렬 대표의 사퇴와 조기 전당대회를 요구하며 대치하기도 하였다.
2004년 박근혜가 신임 당대표로 선임되자 이번에는 박근혜의 신임을 받아 이듬 해인 2005년 한나라당 사무총장으로 임명되었다. 2007년 제17대 대선 한나라당 중앙선거대책위원회 부위원장이 되어 이명박 선거대책위원회에서 활동하였다. 2007년 11월에는 한나라당 최고위원이 되었다. 이후 제18대 총선에서 친박으로 분류되어 공천에 탈락하자 무소속으로 출마하여 국회의원에 당선되었으며, 그 해 7월 한나라당에 복당하였다.
2010년 5월부터 2011년 5월까지 한나라당 원내대표를 지냈고, 그 해 6월 대한민국 국회의 운영위원회 위원장, 국회의원 야구단 이구동성 단장을 역임하였다. 2012년 한나라당의 당명이 새누리당으로 당명이 바뀌어, 새누리당 소속 국회의원이 되었다. 2010년에는 대한민국 국회의 법제사법위원회 위원, 정보위원회 위원을 맡으면서, 한나라당 비상대책위원회 위원장, 한중 의원외교협의회 회장 등을 역임했다. 2012년에 치러진 제19대 총선에는 또다시 공천에 탈락하여 출마하지 못하였으나 같은 해 12월 치러진 제18대 대선에서 새누리당 중앙선거대책위원회 총괄본부장이 되어 새누리당의 대선 승리에 기여하였다. 이듬해 4·24 재보궐선거에 출마하여 부산 영도구에서 당선되며 국회로 복귀하였다. 2014년 7월 14일에 제3차 새누리당 전당대회에서 대표로 선출되었다.
20대 총선을 앞두고서는 공천 파동이 일어났다. 친박계와 비박계 간에 공천을 두고 논란이 일었다. 친박 성향의 이한구를 중심으로 한 공천관리위원회는 서울 은평구 을, 서울 송파구 을, 대구 동구 갑, 대구 동구 을, 대구 달성군에 친박 후보들을 단수 추천하였다. 그러나 비박으로 전향한 김무성 대표는 "당헌ㆍ당규를 위반한 공천장에는 도장(대표직인)을 찍어주지 않겠다"며 이 5곳의 도장 날인을 거부하였다. 최종적으로는 서울 은평을, 서울 송파을, 대구 동을 3곳은 무공천 지역구가 되어 비박 후보들이 출마하게 되었고, 나머지 2곳은 친박 후보들이 출마하였다. 2016년 4월 14일, 4.13 20대 총선에서 새누리당이 참패한 결과를 두고 20대 총선 결과는 새누리당이 초래한 것이라고 하며 새누리당 선거 참패에 모든 책임을 지고 당대표에서 사퇴하였다. 박근혜-최순실 게이트가 드러나게 되자, 2016년 11월 박근혜에 대한 탄핵 추진을 시사했다.
이후 바른정당에 합류하였으나, 이혜훈 바른정당 대표의 사퇴 이후 바른정당의 진로를 놓고 유승민 의원과의 갈등이 있었다. 2017년 11월 김 의원은 "사회 각계각층 국민, 보수우파 국민들, 보수 시민사회 단체들과 함께 보수대통합을 이뤄서 좌파정권의 폭주에 대항하도록 하겠다"며 자유한국당으로 복당하였다.
2018년 8월에는 "공화주의 정신에 입각해, 이데올로기가 아닌 보수라는 틀에서 벗어나 진정한 우파 정치를 만들어가야 한다."며 자신의 정치 철학을 설파했다. 그러면서 "공화주의는 문재인 정부의 국정 독주를 막을 수 있다"고 하였다. 공화주의는 유승민 의원도 내세우는 정치철학인이나, 두 사람이 중점을 두는 부분이 다르다. 정치공학자 마이클 샌델의 <정의란 무엇인가>라는 도서에는 공화주의를 "군주 독재에 반하는 인민 주권에 의한 공동의 정치 형태"와 "사적 이익보다 평등을 목표로 한 공적 이익을 중요시하는 도덕 철학" 2가지로 정의했는데, 김 의원은 전자에, 유 의원은 후자에 중점을 두고 있다.

## 경력
- 1976~1982 동해제강 상무
- 1976~1982 동해제강 전무
- 1982 삼동산업 대표이사
- 1985 민주화추진협의회 특별위원회 부위원장
- 1989 통일민주당 총무국장
- 1989 통일민주당 기획조정실 차장
- 1992 민주자유당 의사국장
- 1992 민주자유당 의원국장
- 1993 제14대 대통령직인수위원회 행정실장
- 1993 대통령비서실 민정제2비서관
- 1993 대통령비서실 사정제1비서관
- 1994. 12.~1995. 9. 제47대 내무부 차관
- 1996년 4월 11일: 대한민국 제15대 국회의원 선거 당선(부산 남구 을, 신한국당, 초선)
- 1996. 5.~2000. 5. 제15대 국회의원(부산 남구 을, 신한국당→한나라당, 초선)
- 1997 제15대 대통령 선거 한나라당 이회창 후보 비서실장
- 2000년 4월 13일: 대한민국 제16대 국회의원 선거 당선(부산 남구, 한나라당, 재선)
- 2000. 5.~2004. 5. 제16대 국회의원(부산 남구, 한나라당, 재선)
- 2000 한나라당 이회창 총재비서실장
- 2002 제16대 대통령 선거 한나라당 이회창 대통령 후보 비서실장
- 2002.11 한나라당 이회창 대통령 후보 선대위원회 미디어대책본부장
- 2004년 4월 15일: 대한민국 제17대 국회의원 선거 당선(부산 남구 을, 한나라당, 3선)
- 2004. 5.~2008. 5. 제17대 국회의원(부산 남구 을, 한나라당→무소속, 3선)
- 2005 민주화추진협의회 회장
- 2005 한나라당 사무총장
- 2007. 11.~2008 한나라당 최고위원
- 2008년 4월 9일: 대한민국 제18대 국회의원 선거 당선(부산 남구 을, 무소속, 4선)
- 2008. 5.~2012. 5. 제18대 국회의원(부산 남구 을, 무소속→한나라당→새누리당, 4선)
- 2010 한나라당 비상대책위원장
- 2010. 5.~2011. 5. 한나라당 원내대표
- 2013년 4월 24일: 2013년 상반기 재보궐선거 당선(부산 영도구, 새누리당, 5선)
- 2013. 4.~2016. 5. 제19대 국회의원(부산 영도구, 새누리당, 5선)
- 2014. 7.~2016. 4. 새누리당 대표최고위원
- 2014. 7.~2016. 8. 여의도연구원 이사장
- 2016. 3. 제20대 국회의원 선거 새누리당 선거대책위원회 공동위원장
- 2016년 4월 13일: 대한민국 제20대 국회의원 선거 당선(부산 중구·영도구, 새누리당, 6선)[1][2]
- 2016. 5.~2020. 5. 제20대 국회의원(부산 중구·영도구, 새누리당→무소속→바른정당→무소속→자유한국당→미래통합당, 6선)
- 2016. 5.~2016. 12. 새누리당 상임고문
- 2017. 1.~2017. 11. 바른정당 상임고문
- 2017. 11.~2020. 2. 자유한국당 상임고문
- 2018. 5.~2018. 6. 자유한국당 제7회 전국동시지방선거 중앙선거대책위원회 고문
- 2019. 2. 자유한국당 북핵외교안보특별위원회 고문
- 2020. 2. 미래통합당 상임고문
- 2020. 2.~2020. 4. 미래통합당 부산시당 2020 통합 선거책위위원회 명예선거대책위원장
- 2021. 3.~ 국민의힘 상임고문
- 2021. 3.~2021. 4. 국민의힘 2021년 재보궐 선거 서울특별시장 보궐선거 선거대책위원회 명예선대위원장
- 2021. 3.~2021. 4. 국민의힘 부산광역시당 2021년 재보궐선거 부산광역시장 보궐선거 선거대책위원회 명예선거대책위원장
- 2022. 5.~2022. 6. 국민의힘 제8회 전국동시지방선거 부산 선거대책위원회 명예선대위원장
- 김영삼민주센터 이사
- 사단법인 민주화추진협의회 공동회장
- 재단법인 가락중앙종친회 제25대 회장
- 사단법인 세계한인무역협회 고문
- 2023.12.~2024.01. 대한민국 제22대 국회의원 선거 부산 중구·영도구 국민의힘 국회의원 예비후보

## 역대 선거 결과
|  | 23.80% |

|  | 38.50% |

|  | 62.57% |

|  | 66.93% |

|  | 54.88% |

|  | 49.69% |

|  | 65.72% |

|  | 55.80% |

## 소속 정당
| 소속 정당 | 소속 정당  | 소속 기간 | 비고                |
| --------- | ---------- | --------- | ------------------- |
|           | 신민당     | 1978~1980 | 정계 입문           |
|           | 무소속     | 1980~1985 | 정당 해산 정계 은퇴 |
|           | 신한민주당 | 1985~1987 | 창당 정계 복귀      |
|           | 무소속     | 1987      | 탈당                |
|           | 통일민주당 | 1987~1990 | 창당                |
|           | 민주자유당 | 1990~1995 | 합당                |
|           | 신한국당   | 1995~1997 | 당명 변경           |
|           | 한나라당   | 1997~2008 | 합당                |
|           | 무소속     | 2008      | 탈당                |
|           | 한나라당   | 2008~2012 | 복당                |
|           | 새누리당   | 2012~2016 | 당명 변경           |
|           | 무소속     | 2016~2017 | 탈당                |
|           | 바른정당   | 2017      | 창당                |
|           | 무소속     | 2017      | 탈당                |
|           | 자유한국당 | 2017~2020 | 복당                |
|           | 미래통합당 | 2020      | 합당 정계 은퇴      |
|           | 국민의힘   | 2020~현재 | 당명 변경           |

## 가족 관계
- 아버지: 김용주(金龍周, 1905년~1985년)
- 어머니: 방연숙 (1926년~2013년)
  - 누나: 김문희(金文姬, 1928년~)
    - 조카: 현정은(玄貞恩, 1955년~)

  - 형: 김창성(1932~)
  - 형: 김남성(1948~)
  - 배우자: 최양옥(1956~)
    - 장녀: 김현진(1981~)
    - 차녀: 김현경(1984~)
    - 장남: 김종민(1988~)

  - 남동생: 김남곤(1959~)
- 장인: 최치환(崔致煥, 1922년~1987년)

## 같이 보기
- 남구 을 (1988년 부산 선거구)
- 남구 (2000년 부산 선거구)
- 남구 을 (2004년 부산 선거구)
- 영도구 (1988년 선거구)
- 중구·영도구 (2016년 선거구)
- 부산 남구의 국회의원
- 부산 영도구의 국회의원
- 부산 중구의 국회의원
- 대한민국의 행정안전부 차관